# Esgrafiado segoviano

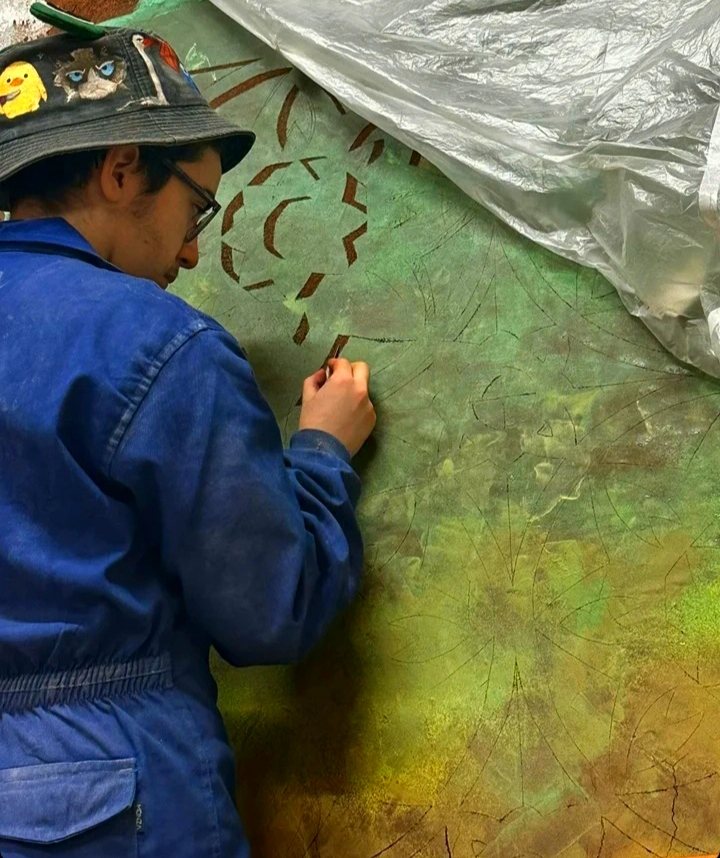
Dibujante pedrazana Teresa Álvaro Mogrovejo elabora un mural de esgrafiado en la Escuela de Arte y Superior de Diseño Casa de los Picos, donde existe un Grado Medio de Formación Profesional dedicado al esgrafiado

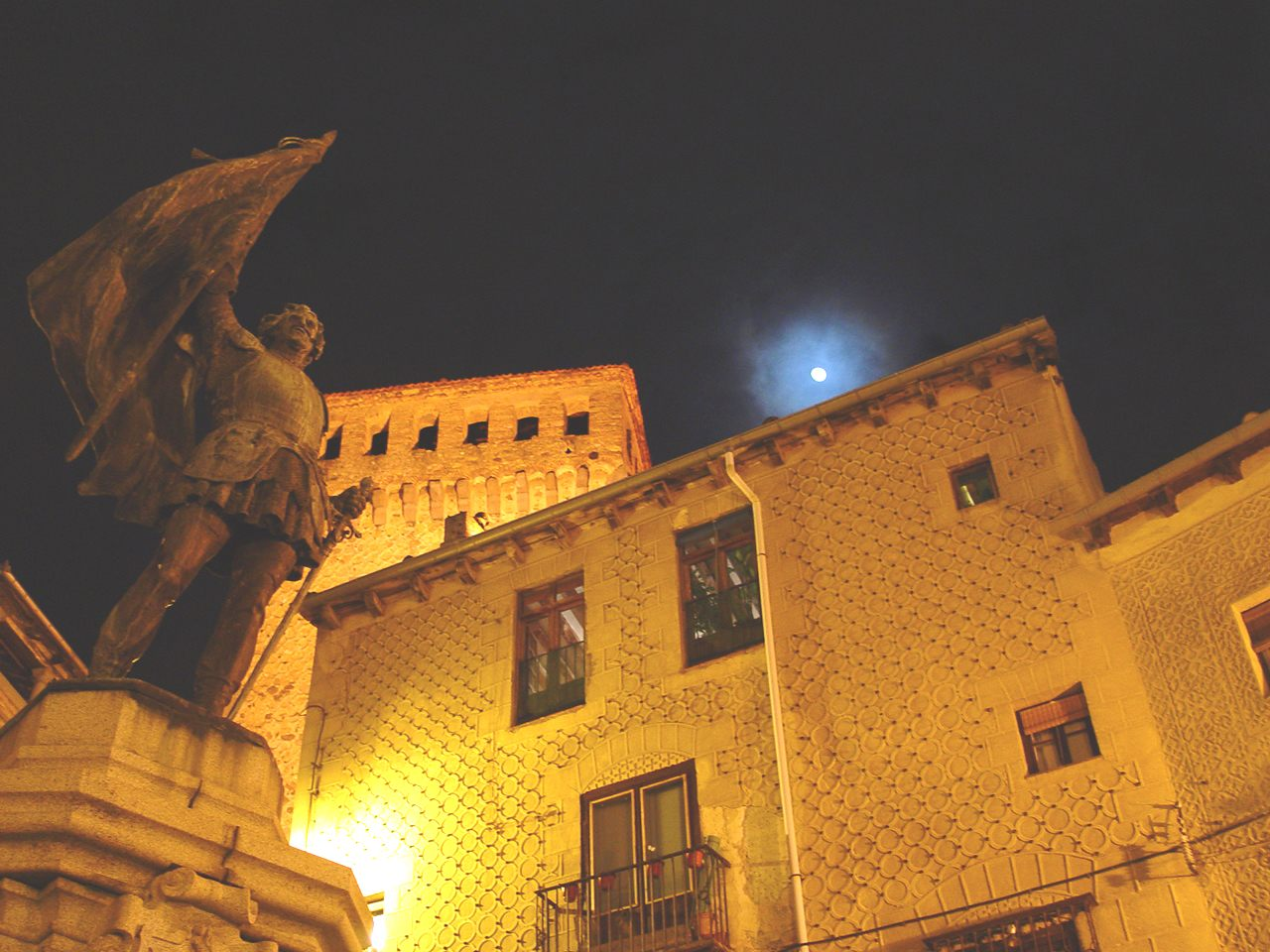
Esgrafiado en la Plaza de Medina del Campo, junto al Torreón de Lozoya y la estatua de Juan Bravo

El esgrafiado segoviano es una técnica ornamental arquitectónica característica de la ciudad de Segovia y su provincia desde tiempo inmemorial, reconocida por su detallado método artesanal y su aplicación tanto en fachadas exteriores como en interiores. Este estilo decorativo es uno de los elementos distintivos de la arquitectura segoviana.

## Características distintivas
El esgrafiado, cuyo nombre proviene del término italiano sgraffiare, que significa rascar o incidir, es una técnica que ha sido utilizada a lo largo de la historia en diferentes culturas. En Segovia, sin embargo, esta técnica adquirió una identidad particular. Aunque el esgrafiado tiene sus raíces en el arte romano y mudéjar, en Segovia se desarrolló de manera única, convirtiéndose en un centro de experimentación durante la Edad Media, llegando a antiguos territorios de la Comunidad de ciudad y tierra de Segovia como Madrid, donde se han encontrado restos arqueológicos con presencia de este estilo segoviano.
El esgrafiado segoviano se diferencia del esgrafiado genérico en varios aspectos. Destaca por el uso de plantillas únicas y elaboradas, además de la diversidad de modelos que se encuentran en las diferentes poblaciones de la provincia de Segovia, como Turégano, Pedraza y Coca. A pesar de que en algunas localidades los esgrafiados se encuentran en un estado de conservación deficiente, se sigue reconociendo su valor patrimonial. La técnica ha sido objeto de diversas investigaciones recientes, que profundizan en su historia, diseño y métodos de aplicación.

### Técnica
El proceso de esgrafiado segoviano consiste en aplicar dos capas de revoco o mortero de diferentes colores sobre la superficie del muro. Una vez secada la primera capa, se superpone la segunda. El maestro esgrafiador, utilizando plantillas de madera, metal o cartón, raspa la capa superior para revelar la capa inferior, creando así diseños geométricos y simétricos. Esta técnica requiere un alto nivel de destreza y es llevada a cabo por cuadrillas especializadas bajo la dirección de un maestro.

## Ejemplos destacados

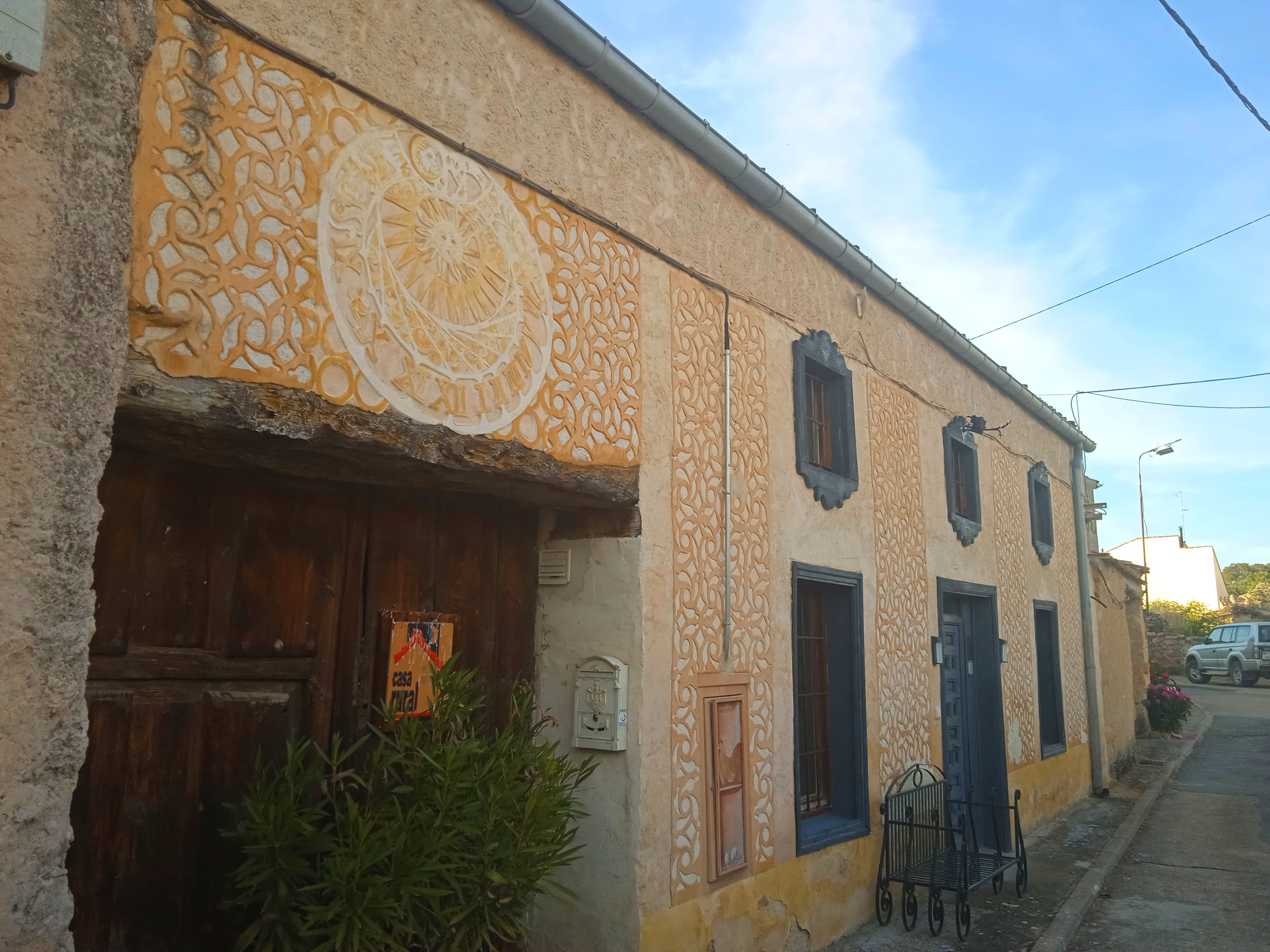
Fachada antigua esgrafiada en Carrascal de La Cuesta

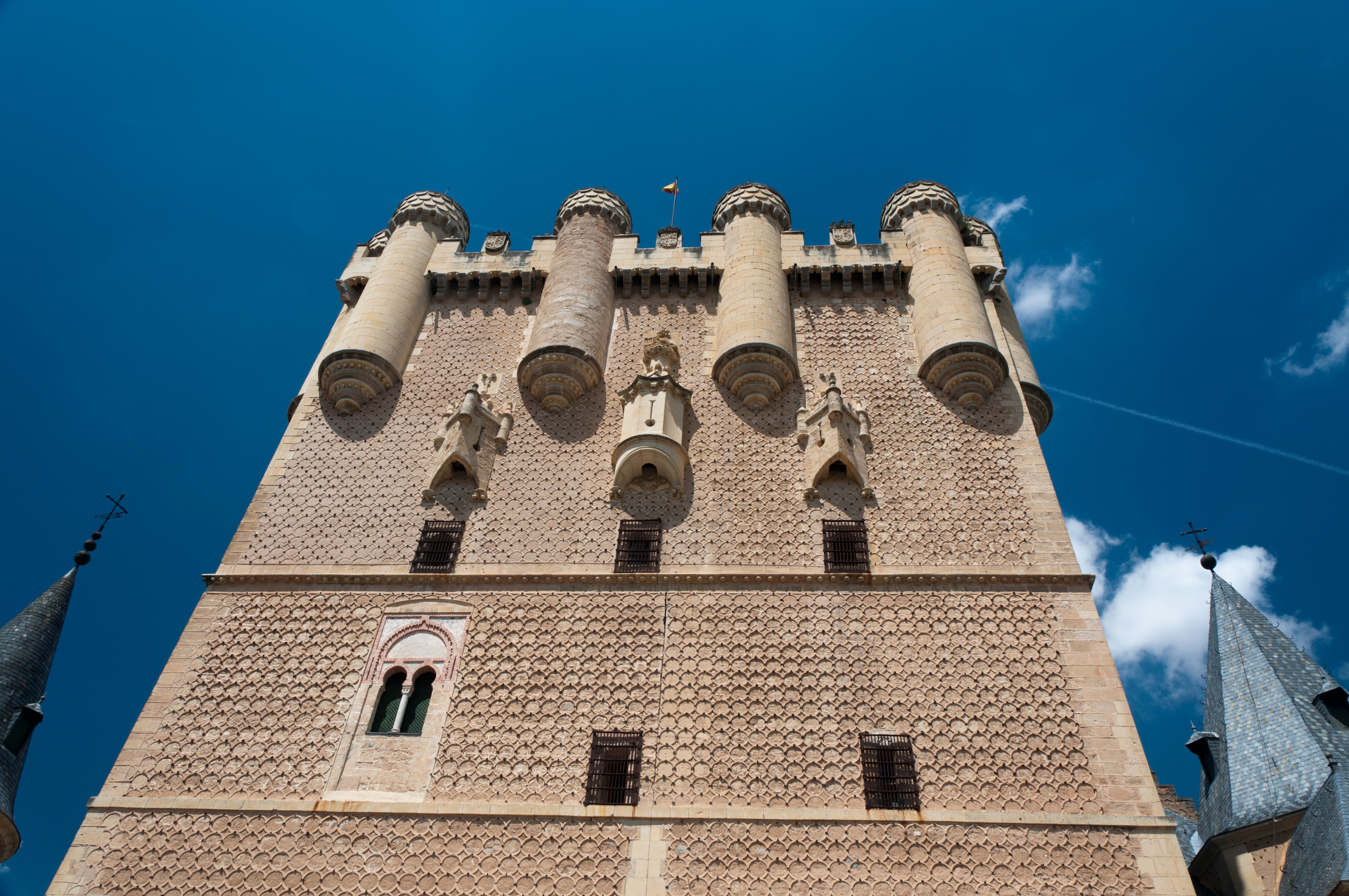
Torre de Juan II del Alcazar de Segovia, cuenta con esgrafiados medievales que con su diseño emulan a la Orden de la Escama

Algunos de los ejemplos más antiguos de esgrafiado en Segovia datan de los siglos XIII y XIV, como los encontrados en el Alcázar de Segovia. Otros ejemplos notables incluyen el Torreón de Lozoya, los palacios del Conde Alpuente y de los Marqueses de Quintanar o la Casa de la Tierra. Además, en 1855, el Ayuntamiento de Segovia promovió el "proyecto de revoque general de edificios y enlucidos", en la que se obligaba a los propietarios de las casas del recinto amurallado a mejorar el aspecto exterior de sus viviendas para dotar a la ciudad de una buena imagen mediante la implantación de esgrafiado. Es por ello que recorriendo calles como Muerte y Vida, San Francisco, las céntricas Calle Real, la Plaza de San Martín o la Avenida del Acueducto, observaremos numerosos ejemplos del Esgrafiado Segoviano que datan aproximadamente del siglo XIX.

## Conservación y futuro

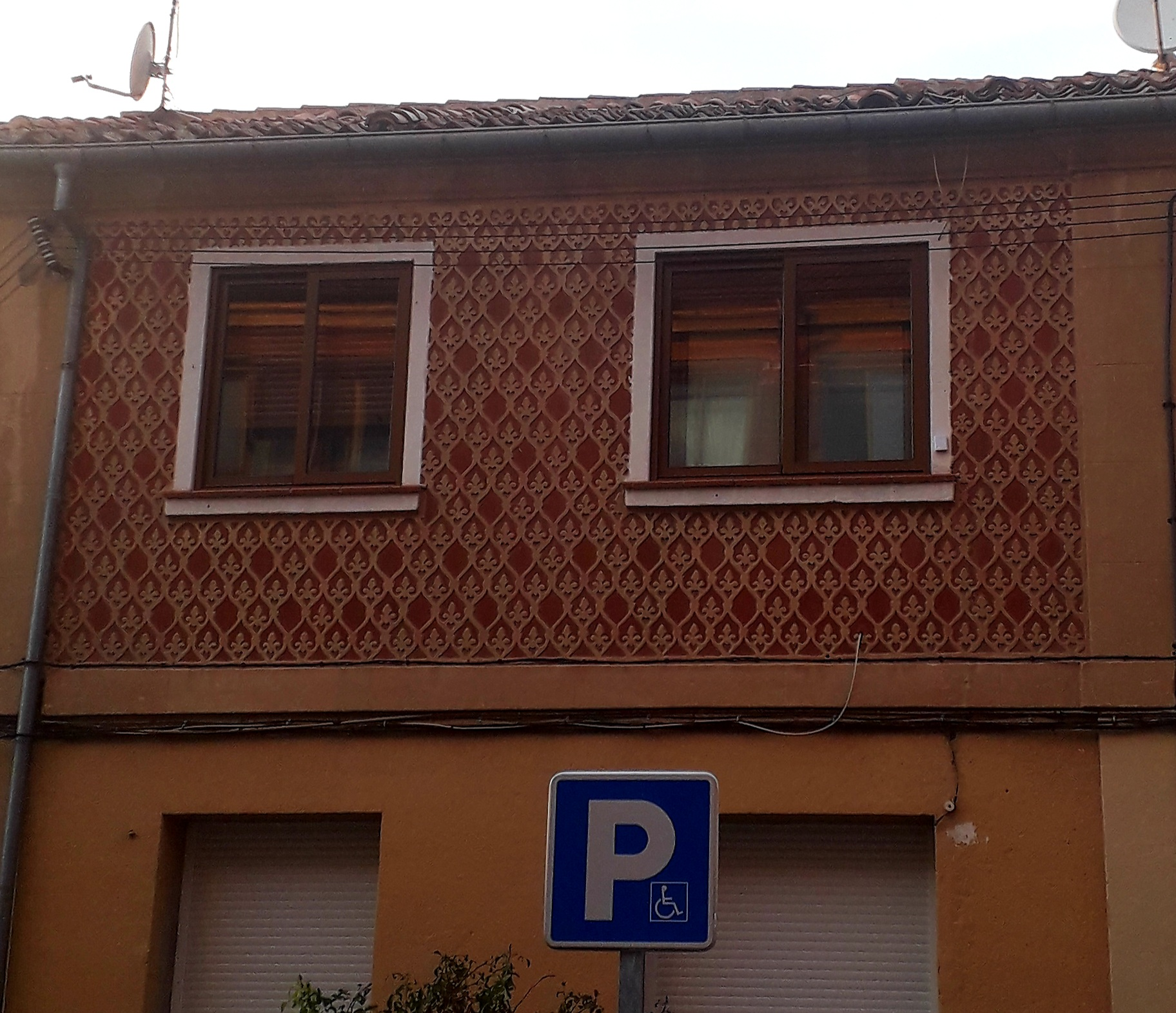
Uso de esgrafiado en una vivienda de reciente construcción en el barrio de La Albuera

A pesar de que el esgrafiado segoviano es una técnica que ha disminuido en su uso, todavía se emplea en la rehabilitación de edificios antiguos y en algunas construcciones modernas que buscan mantener el estilo tradicional de la región. La conservación de esta técnica es fundamental para preservar la identidad cultural de la provincia de Segovia, y su restauración es un tema de creciente importancia en el ámbito del patrimonio histórico.